# Amblin'
Pour plus de détails, voir Fiche technique et Distribution.
Amblin' est un court métrage américain réalisé par Steven Spielberg en 1968.

## Synopsis
Un jeune homme et une jeune femme se rencontrent dans le désert et décident de voyager ensemble. Ils iront jusqu'à l'océan Pacifique en auto-stop, sans échanger la moindre parole.

## Fiche technique
- Réalisation : Steven Spielberg
- Chef opérateur : Allen Daviau
- Production : Anne Spielberg
- Durée : 26 minutes

## Distribution
- Richard Levin : le jeune homme
- Pamela McMyler (sous le nom de Pam McMyler) : la jeune femme
- Henry Axelrod  : le conducteur de la Porsche.

## Commentaires
Ce court-métrage est l'une des premières mises en scène de Steven Spielberg. D'ailleurs, cette œuvre a une place particulière dans la filmographie de son auteur, car lorsqu'il monta son propre studio, Spielberg l'appela Amblin Entertainment, en référence au court métrage. C'est aussi sur ce tournage que le réalisateur entama sa relation professionnelle avec le directeur de la photographie Allen Daviau. Une collaboration qui passera par E.T. l'extra-terrestre en 1982 et qui durera jusqu'en 1987 avec Empire du soleil.
Amblin' remporta un grand nombre de récompenses.